# Zaz
För den ukrainska biltillverkaren, se ZAZ.
Isabelle Geffroy, född 1 maj 1980 i Tours, mer känd under sitt artistnamn Zaz, är en fransk sångerska. 

## Karriär
Zaz började sjunga i band år 2001 men hennes professionella musikkarriär började inte förrän år 2010. Hennes debutsingel "Je veux" gavs ut den 10 maj 2010. Låten blev en hit inte bara i Frankrike utan även i Belgien, Bulgarien, Schweiz och Österrike. Den 7 juni kom debutalbumet ZAZ som blev en succé utomlands. Det innehåller elva låtar. Albumet toppade den franska och belgiska albumlistan, samt nådde topp-10-placeringar i Grekland, Schweiz och Tyskland. "Le long de la route" gavs ut som albumets andra singel den 13 september. "La fée" blev albumets tredje singel då den gavs ut den 14 februari 2011. Albumets fjärde och sista singel "Éblouie par la nuit" gavs ut den 7 november 2011. De tre senare singlarna placerade sig bara på singellistorna i Frankrike och Belgien. Den 5 december 2011 gav hon ut sitt första livealbum Sans tsu tsou Live Tour. Albumet innehåller liveversioner av sexton låtar. Det nådde plats 24 på albumlistan i Frankrike och plats 27 i Belgien. År 2011 deltog Zaz i välgörenhetskonserten Les Enfoirés. Samma år var hon en av vinnarna vid European Border Breakers Awards med debutalbumet ZAZ.

## Diskografi

### Studioalbum
- 2010 - ZAZ
- 2013 - Recto Verso
- 2014 - Paris
- 2018 - Effet miroir

### Livealbum
- 2011 - Sans tsu tsou Live Tour
- 2015 - Sur la route
- 2015 - Paris, encore!

### Singlar
- 2010 - "Je veux"
- 2010 - "Le long de la route"
- 2011 - "La fée"
- 2012 - "Éblouie par la nuit"
- 2013 - "On ira"
- 2013 - "Comme ci, comme ça"
- 2013 - "Si"
- 2014 - "Gamine"
- 2015 - "Si jamais j'oublie"